# EGroups
O eGroups foi um gerenciador de lista de discussão acessível a partir de um página na internet. O site possibilitava a seus usuários criarem suas próprias listas (grupos) e permitir a terceiros tornarem-se membros da mesma, passando os usuários, então, a trocarem emails com todo o grupo facilmente. O site mantinha um arquivo das mensagens trocadas, assim como várias outras ferramentas para a administração do grupo.

## Histórico
A companhia foi originalmente criada por Scott Hassan em janeiro de 1997 como um serviço de arquivo de emails chamado Findmail. Carl Page, irmão do co-fundador do Google, Larry Page, entrou para a companhia em maio de 1997. Em dezembro do mesmo ano, Scoot decidiu adicionar a funcionalidade das listas de discussão gratuitas e chamou o novo produto de MakeList.com. Martin Roscheisen entrou como CEO em março de 1998. O MakeList.com cresceu rapidamente, ultrapassando a marca de 250.000 usuários ainda nos primeiros meses de 1998. Em junho de 1998 a companhia foi renomeada para eGroups.com.
Em novembro de 1999, o Onelist,um sistema de lista de discussão similar, se fundiu ao eGroups, mantendo-se o nome deste. Juntas, elas passaram a ter 13 milhões de usuários trocando mais de 1,3 bilhões de emails por mês.
Em agosto de 2000, já com 18 milhões de usuários, o eGroups foi comprada pelo Yahoo! e passou a fazer parte do Yahoo! Grupos.